# Portugals Socialdemokratiske Parti
Portugals Socialdemokratiske Parti (portugisisk: Partido Social Democrata; udtalelse: [pɐɾtiðu susiaɫ dɨmukɾatɐ]), er et liberal-konservativ og liberalt politisk parti i Portugal, grundlagt i 1974. Det er almindeligt kendt under sine initialer, PSD; på stemmesedler, dets initialer vises som PPD / PSD, med de tre første bogstaver, der kommer fra partiets oprindelige navn, Den Demokratiske Folkeparti (Partido Popular Democrático).
PSD var oprindeligt et socialdemokratisk parti, men er senere blevet det største konservative centrum-højre-parti i Portugal. PSD er medlem af Det Europæiske Folkeparti og Centrist Democrat International. Indtil 1996 var PSD medlem af Alliancen af Liberale og Demokrater for Europa og Liberal International.
PSD er det ene af to store partier i portugisisk politik, og dets rival er Socialistisk Parti (PS) på centrum-venstrefløjen.

## Partiledere
- Francisco Sá Carneiro (1974-1978)
- Emídio Guerreiro (1975)
- António Sousa Franco (1978)
- José Menéres Pimentel (1978-1979)
- Francisco Sá Carneiro (1979-1980)
- Francisco Pinto Balsemão (1981-1983)
- Nuno Rodrigues dos Santos (1983-1984)
- Carlos Mota Pinto (1984-1985)
- Rui Machete (1985)
- Aníbal Cavaco Silva (1985-1995)
- Fernando Nogueira (1995-1996)
- Marcelo Rebelo de Sousa (1996-1999)
- José Manuel Durão Barroso (1999-2004)
- Pedro Santana Lopes (2004-2005)
- Luís Marques Mendes (2005-2007)
- Luís Filipe Menezes (2007-2008)
- Manuela Ferreira Leite (2008-2010)
- Pedro Passos Coelho (2010-2018)
- Rui Rio (2018-2022)
- Luís Montenegro (2022-)